# Intermedier filamentum

Az intermedier filamentum szerkezete

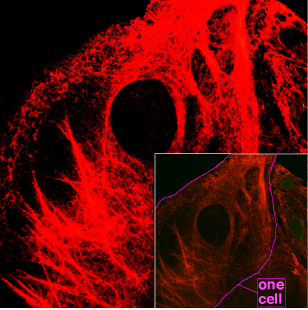
Keratin filamentumok egy daganatsejtben

Az intermedier filamentumok (IF, ang. intermediate filament) az eukarióta sejtek sejtvázának (más néven citoszkeletonjának) fontos komponensei; hasonlóan a mikrofilamentumokhoz és mikrotubulusokhoz, amelyek között a méretskálán elhelyezkednek. Tartós belső vázat biztosítanak a sejteknek, szerepük van a sejtek környezetükhöz való kapcsolódásában. A sejtplazma állományában elhelyezkedve hálózatos burkot alkotnak a sejtmag körül, a plazmában pedig kötegeket képeznek. A sejthártya belső felszínéhez kapcsolódnak, gyakran pedig az ezen elhelyezkedő különféle sejtkapcsoló struktúrákhoz (a dezmoszómákhoz és a hemidezmoszómákhoz). Egyik csoportjuk, a laminok a sejtmagban helyezkednek el. Az intermedier filamentumok ellenálló, stabil képződmények; a mikrotubulusokkal és mikrofilamentumokkal ellentétben nem jellemző rájuk a folyamatos átépülés. 
A 8–10 nanométer átmérőjű intermedier filamentumok alapegységei hosszúkás fehérje monomerek, melyekből többféle előfordul a szervezetben, és jellemzőek lehetnek az egyes sejttípusokra.
Egy monomeren megkülönböztetjük 1.) az N-terminális, globuláris feji részt, 2.) a centrális, alfa-helikális szerkezetű, rúdszerű domént, mely hét aminosavból álló ismétlődéseket tartalmaz, valamint 3.) a C-terminális, globuláris farki részt. 
A monomerek az alfa-helikális domének összecsavarodásával dimerekké, majd végeikkel antiparalell helyzetben egymáshoz kapcsolódva tetramerekké állnak össze. Nyolc tetramer összekapcsolódásával áll össze az intermedier filamentum.

## Az intermedier filamentumok típusai
Említettük, hogy az intermedier filamentumokat felépítő monomerek sejt- ill. szövetspecifikusak lehetnek. Monomerjeik alapján az intermedier filamentumoknak több csoportját különböztetjük meg.
- I. és II. típus: savanyú és bázikus keratinok. A keratinok a hámsejtekre jellemző intermedier filamentumok. Ezeknek egyes típusai felhalmozódnak, és átalakulnak az elszarusodó hámsejtekben; például a bőr hámjának legkülső rétegét, a stratum corneumot alkotó sejtek plazmája szinte csak keratint tartalmaz.
- III. típus:
  - A dezmin (desmin) elsősorban az izomsejtekre jellemző intermedier filamentum.
  - A vimentin legnagyobb mennyiségben a mezenchimális eredetű kötőszöveti sejtekben és simaizomsejtekben fordul elő.
  - A savanyú gliafibrillum fehérje (glial fibrillary acidic protein, GFAP) az idegszövet gliasejtjeire jellemző leginkább.
  - A periferin (peripherin) perifériás idegsejtekre jellemző.

Egy sejten belül a III. típusú intermedier filamentumok egymással is kombinálódhatnak.
- IV. típus: A neurofilamentum fehérjék az idegsejtekre jellemzőek. E csoportba tartoznak: NF-L (neurofilamentum-L), NF-M, NF-H, α-internexin. (Az „NF” a „neurofilamentum” szó rövidítése, az ezt követő L, M illetve H betűk pedig a molekulatömegre utalnak: low = kis, medium = közepes, high = nagy molekulasúly.)
- V. típus: A laminok (lamin A/C és lamin B) a sejtmaghártya belső oldalához kapcsolódnak, s a lamina fibrosa (nukleáris lamina) nevű szerkezetet alkotják. Ennek fontos szerepe van a sejtmag és a magpórusok szerkezetének fenntartásában, a kromatinállomány szerveződésében, számos fehérjekomplex kihorgonyzásában stb.
- VI. típus: E csoport tagjait gyakran a IV. típusba sorolják be.
  - A szinemin (synemin) az izmokban, az agyban és a májban,
  - a nesztin (nestin) a fejlődő izom- és idegsejtekben,
  - a paranemin pedig az izmokban fordul elő.

## Külső hivatkozások
Az alábbi, angol nyelvű weboldalakon szemléletes ábrák találhatók az intermedier filamentumokról:
- http://www.molecularexpressions.com/cells/intermediatefilaments/intermediatefilaments.html
- https://web.archive.org/web/20080922111040/http://www.cytochemistry.net/Cell-biology/intermediate_filaments.htm